# 布氏鯧鰺
布氏鯧鰺（学名：Trachinotus blochii），又稱黃臘鰺、獅鼻鯧鰺，俗名為金槍、金鯧、黃鯧、紅鯧、紅沙，香港多稱作黃立鯧、黃臘鯧及黃立倉，為鰺科鯧鰺屬的其中一個種。

## 分布
本魚分布在包括紅海在内的印度-太平洋淺水海域。

## 特徵
本魚體側扁成卵形，口裂於眼下緣前端，前上頷骨能向外伸展，體長為體高的2倍。體無斑點，側線略彎曲，背鰭硬棘成長後多萎縮，第二背鰭與臀鰭相對，基底甚長，構成狀似鐮刀的圖形。第二背鰭有軟條17至20枚；臀鰭有硬棘2枚，軟條16至19枚。體被小圓鱗，黏著牢固，不容易脫落。前上頜骨能伸出。體長可達80公分。

## 生態
本魚主要棲息於沿岸或河口海域，屬於掠食性魚類，游泳迅速，常洄游至沙灘、蚵棚、及礁岩邊。

## 經濟利用

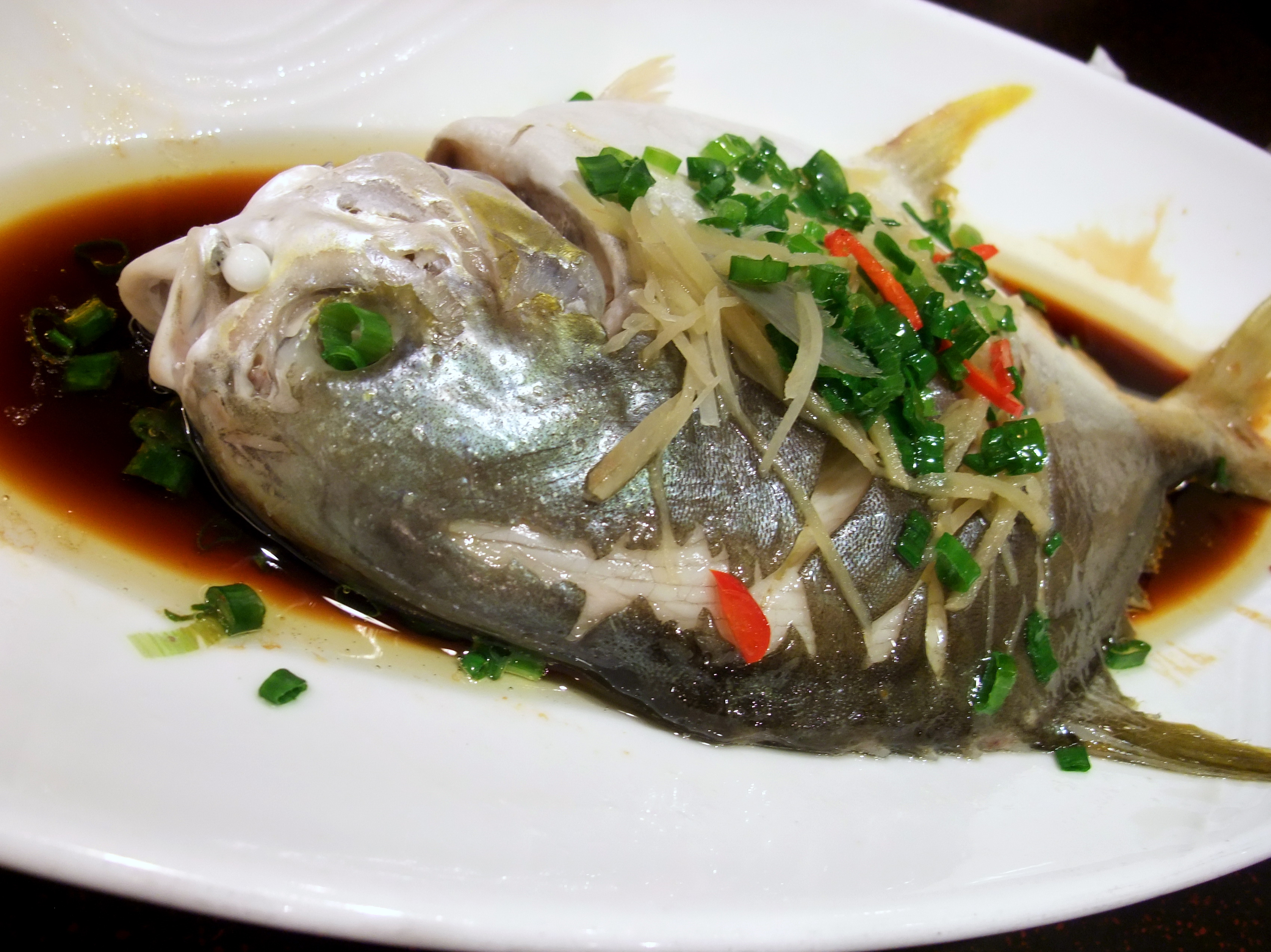
清蒸黄腊鲳

知名食用魚，魚體洗淨後，在體側劃幾刀，加蔥蒜、豆豉、醬油及香油等，放入鍋於中蒸煮，相當美味。
臺灣人重視此魚類，列為「十大美味魚」之一，稱「一鯃、二紅魦、三鯧、四馬鮫、五鮸、六嘉鱲、七赤鯮、八馬頭、九烏喉、十寸子」。
由於臺灣逢年過節時，習慣使用白鯧祭祖、圍爐或宴客，造成白鯧價格居高不下，2014年的春節假期，臺灣白鯧的拍賣價在每公斤新臺幣2,300元，有時甚至高達2,800元，春節結束後，價格跌五成。鯃魚也由每公斤新臺幣1,300元跌至700元。由於白鯧價格太昂貴，近年來金鯧、黑鯧也受到臺灣消費者的青睞，成為白鯧的代用品。